# رؤیای جوانی
رؤیای جوانی فیلمی به کارگردانی نادر مقدس، نویسندگی انوشه منادی و نادر مقدس و تهیه‌کنندگی رسول ملاقلی‌پور ساختهٔ سال ۱۳۸۱ است.

## بازیگران
- ساسان فرخ‌نیا
- آیدین آی محمدی
- نیلوفر سجادی
- بابک نوری
- آناهیتا اقبال نژاد
- اشکان نوشیروانی
- رضا خندان
- داوود رحیمی
- افسانه ناصری
- مهدی صباحی
- مهرداد فلاحتگر